# Jean-Eugène-Charles Alberti
Jean-Eugène-Charles Alberti, más névalakban Joannes Echarius Carolus Alberti (Maastricht, 1777. június 20. – Párizs, 1832. május 10.) olasz származású holland festő.  Életének túlnyomó részében Párizsban dolgozott.

## Élete
Maastrichtban született. Ötéves korában Amszterdamba került, s ott folytatott tanulmányokat. Később Jacques-Louis David tanítványa volt Párizsban. Amikor párizsi tanulmányait követően Rómába került, Guido Reni és Anthony van Dyck munkáit másolta. Ezt követően visszatért Párizs városában, és ott telepedett le hosszabb ideig. 1843-ban hagyta el Párizst, feltehetően visszatért Hollandiába.
Alberti mind saját műveiről, mind az olasz mesterek műveiről készített metszeteket.

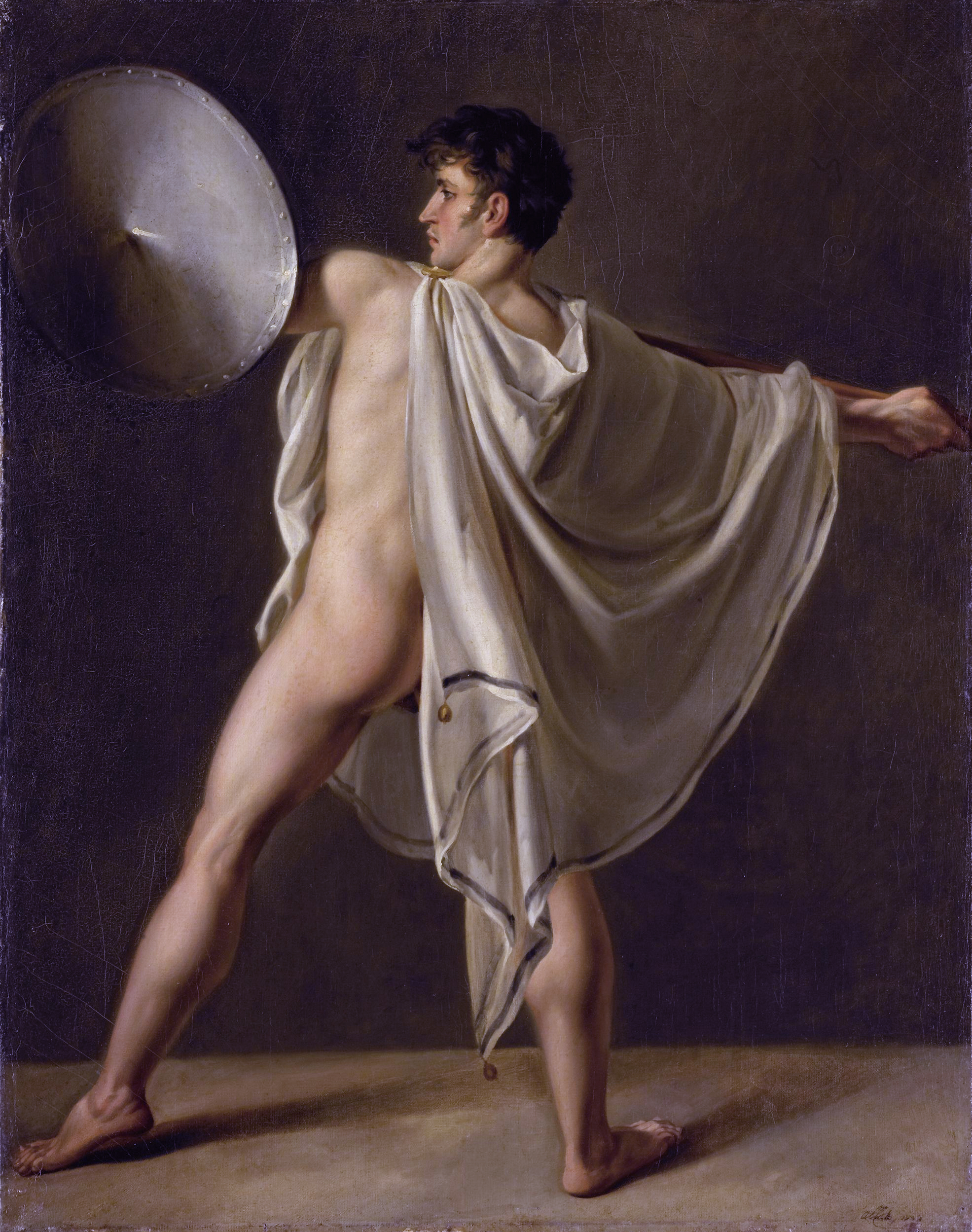
Harcos pajzzsal és lándzsával (1808)
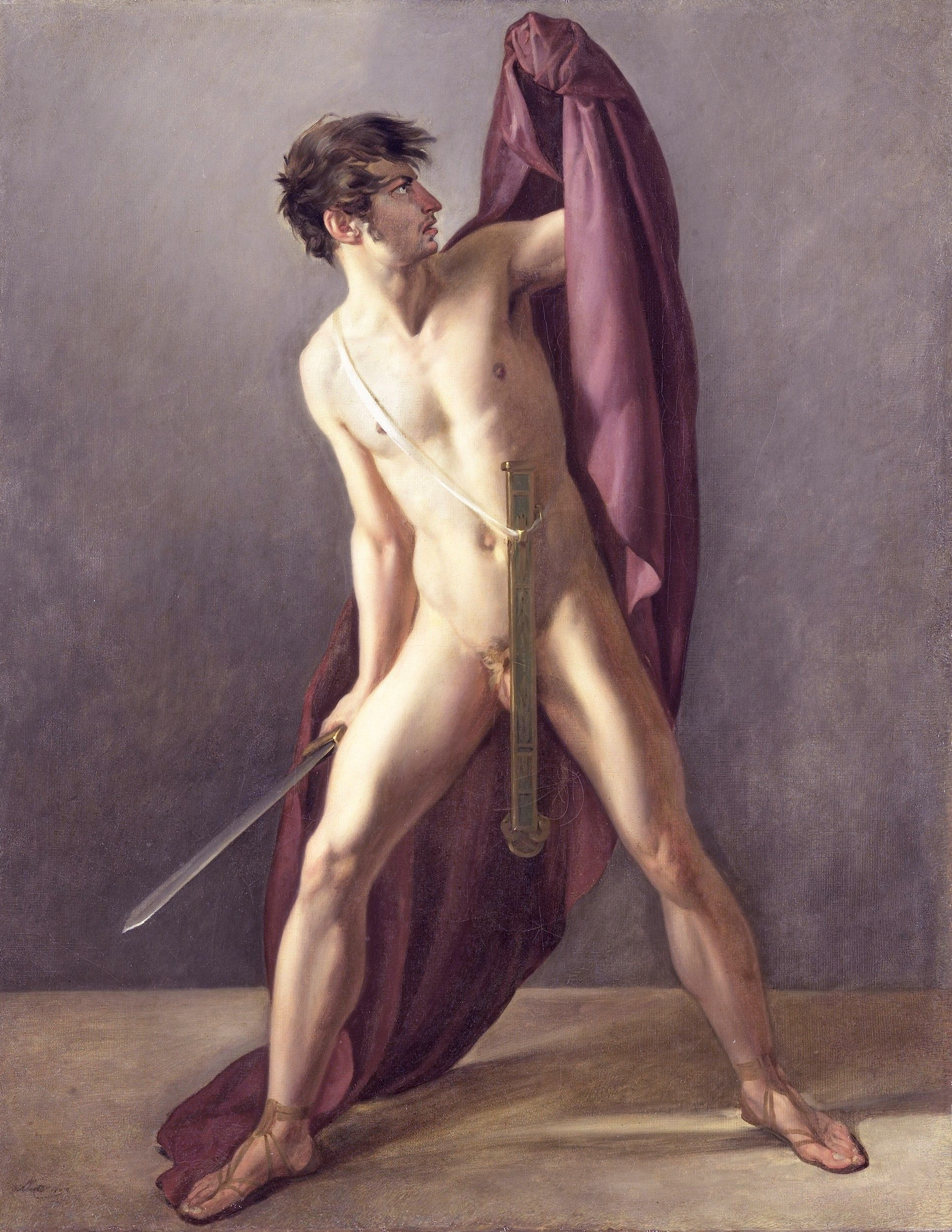
Harcos karddal (1808)
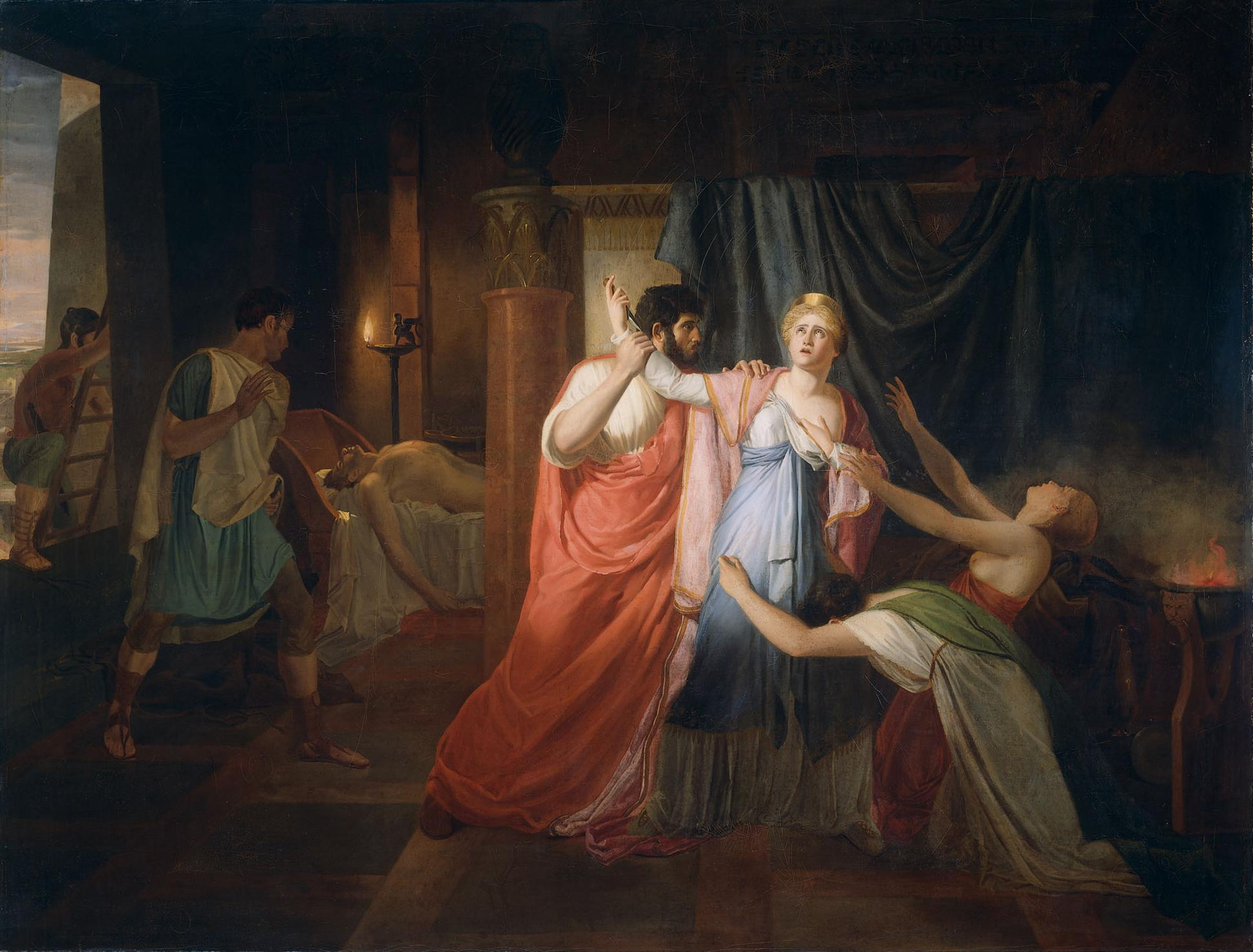
Proculius megakadályozza Kleopátrát saját maga leszúrásában (1810)

## Fordítás
- Ez a szócikk részben vagy egészben  a   Jean-Eugène-Charles Alberti című angol Wikipédia-szócikk ezen változatának fordításán alapul.  Az eredeti cikk szerkesztőit annak laptörténete sorolja fel. Ez a jelzés csupán a megfogalmazás eredetét és a szerzői jogokat jelzi, nem szolgál a cikkben szereplő információk forrásmegjelöléseként.